# Pseudolmedia
Pseudolmedia Trécul, 1847 è un genere di alberi della famiglia delle Moracee, comprendente una dozzina di specie diffuse nelle foreste dell'America centrale e meridionale.
Per molte specie, viene usato localmente il nome di lechechiva (latte-capra). Sono usati anche altri nomi locali, p.es. amasí (Pseudolmedia laevis), quieura (Pseudolmedia spuria).

## Tassonomia
Il genere comprende le seguenti specie:
- Pseudolmedia boliviana C.C.Berg & Villav.
- Pseudolmedia gentryi C.C.Berg
- Pseudolmedia glabrata (Liebm.) C.C.Berg
- Pseudolmedia hirtula Kuhlm.
- Pseudolmedia laevigata Trécul
- Pseudolmedia laevis (Ruiz & Pav.) J.F.Macbr.
- Pseudolmedia macrophylla Trécul
- Pseudolmedia manabiensis C.C.Berg
- Pseudolmedia mollis Standl.
- Pseudolmedia rigida (Klotzsch & H.Karst.) Cuatrec.
- Pseudolmedia spuria (Sw.) Griseb.

## Conservazione
Alcune specie di Pseudolmedia sono endemiche di aree ristrette e sono comprese nella lista IUCN delle specie di pericolo di estinzione (in particolare Pseudolmedia manabiensis, scoperta nel 1995 su una montagna dell'Ecuador, l'unica su cui è stata finora ritrovata) .